# تلفزيون آر تي إل
تلفزيون آر تي إل (بالألمانية: RTL Television) هي قناة تلفزيون ألمانية تجارية تبث عبر الكوابل والأقمار الصناعية ونظام DVB-T، وهي تتبع لمجموعة آر تي إل (RTL Group) العملاقة" على مستوى ألمانيا فإن تلفزيون آر تي إل هو أكبر قناة خاصة تقوم بالبث مجاناً كما يمكن مشاهدة القناة في النمسا وسويسرا.

## الافتتاح
افتتحت القناة في 2 يناير عام 1984 في لوكسمبورغ لكنها نقلت مقرها الرئيس لاحقاً إلى كولونيا في ألمانيا عام 1988.

## مناطق البث
- النمسا
- سويسرا
- لوكسمبورغ
- كرواتيا
- هولندا

## وصلات خارجية
- موقع القناة